# Le Poiré-sur-Velluire
Le Poiré-sur-Velluire és un municipi francès situat al departament de Vendée i a la regió de País del Loira. L'any 2007 tenia 629 habitants.

## Demografia

### Població
El 2007 la població de fet de Le Poiré-sur-Velluire era de 629 persones. Hi havia 264 famílies de les quals 72 eren unipersonals (24 homes vivint sols i 48 dones vivint soles), 116 parelles sense fills, 72 parelles amb fills i 4 famílies monoparentals amb fills.
La població ha evolucionat segons el següent gràfic:
Habitants censats

### Habitatges
El 2007 hi havia 341 habitatges, 270 eren l'habitatge principal de la família, 67 eren segones residències i 4 estaven desocupats. 339 eren cases i 2 eren apartaments. Dels 270 habitatges principals, 209 estaven ocupats pels seus propietaris, 59 estaven llogats i ocupats pels llogaters i 2 estaven cedits a títol gratuït; 1 tenia una cambra, 23 en tenien dues, 38 en tenien tres, 84 en tenien quatre i 124 en tenien cinc o més. 226 habitatges disposaven pel capbaix d'una plaça de pàrquing. A 130 habitatges hi havia un automòbil i a 117 n'hi havia dos o més.

### Piràmide de població
La piràmide de població per edats i sexe el 2009 era:
| Homes | Edats   | Dones |
| ----- | ------- | ----- |
| 0     | 95 o +  | 8     |
| 4     | 90 a 94 | 4     |
| 4     | 85 a 89 | 12    |
| 8     | 80 a 84 | 8     |
| 20    | 75 a 79 | 20    |
| 20    | 70 a 74 | 24    |
| 20    | 65 a 69 | 40    |
| 12    | 60 a 64 | 8     |
| 24    | 55 a 59 | 8     |
| 16    | 50 a 54 | 20    |
| 12    | 45 a 49 | 20    |
| 28    | 40 a 44 | 20    |
| 12    | 35 a 39 | 12    |
| 24    | 30 a 34 | 20    |
| 20    | 25 a 29 | 12    |
| 8     | 20 a 24 | 16    |
| 52    | 15 a 19 | 4     |
| 16    | 10 a 14 | 12    |
| 28    | 5 a 9   | 12    |
| 4     | 0 a 4   | 16    |

## Economia
El 2007 la població en edat de treballar era de 363 persones, 256 eren actives i 107 eren inactives. De les 256 persones actives 231 estaven ocupades (138 homes i 93 dones) i 25 estaven aturades (5 homes i 20 dones). De les 107 persones inactives 47 estaven jubilades, 28 estaven estudiant i 32 estaven classificades com a «altres inactius».

### Ingressos
El 2009 a Le Poiré-sur-Velluire hi havia 278 unitats fiscals que integraven 657 persones, la mediana anual d'ingressos fiscals per persona era de 14.917 €.

### Activitats econòmiques
Dels 15 establiments que hi havia el 2007, 1 era d'una empresa de construcció, 3 d'empreses de comerç i reparació d'automòbils, 1 d'una empresa d'hostatgeria i restauració, 4 d'empreses de serveis, 5 d'entitats de l'administració pública i 1 d'una empresa classificada com a «altres activitats de serveis».
Dels 2 establiments de servei als particulars que hi havia el 2009, 1 era un taller de reparació d'automòbils i de material agrícola i 1 guixaire pintor.
L'únic establiment comercial que hi havia el 2009 era una botiga de menys de 120 m².
L'any 2000 a Le Poiré-sur-Velluire hi havia 21 explotacions agrícoles que ocupaven un total de 1.078 hectàrees.

## Equipaments sanitaris i escolars
L'únic equipament sanitari que hi havia el 2009 era una farmàcia.
El 2009 hi havia 1 escola elemental i 1 escola elemental integrada dins d'un grup escolar amb les comunes properes formant una escola dispersa.

## Poblacions més properes
El següent diagrama mostra les poblacions més properes.